# Георг Нотхафт фон Вернберг
Георг Нотхафт фон Вернберг (на немски: Georg Nothafft von Wernberg; * ок. 1455 ; † ок. 1476/1481) е благородник от род Нотхафт-Вернберг, господар на Вернберг в Бавария.
Той е третият син на рицар Албрехт XV Нотхафт фон Вернберг († 1468, убит) и третата му съпруга Маргарета фон Абенсберг († 1465), дъщеря на Йобст фон Абенсберг († 1428) и Агнес фон Шаунберг († 1412).
След смъртта на баща им Георг и брат му Хайнрих Нотхафт фон Вернберг († сл. 1491) имат спорове заради Вернберг с чичо им Хайнрих III/VI фон Нотхафт фон Вернберг († 1471). На 13 декември 1469 г. съд решава Хайнрих III/VI да получи едната половина, а племенниците му Георг и Хайнрих заедно другата половина на замъка. На 24 януари 1470 г. епископ Хайнрих фон Регенсбург успява да сключи мир между двете партии.

## Фамилия
Георг Нотхафт фон Вернберг се жени на 19 май 1456 г. за Маргарета фон Папенхайм (погребана в Хюфинген, Фрайбург), дъщеря на Линхард/Леонхард I фон Папенхайм маршал фон Хоенрайхен († 1444) и Агнес фон Вемдинг († 1452). Те имат дъщеря::
- Геновева Нотхафт фон Вернберг († 14 февруари 1521), омъжена пр. 22 октомври 1481 г. за Зайфрид IV фон Тьоринг (* 3 февруари 1454; † 15 декември 1521, погребан в Баумбург), господар на Щайн и Пертенщайн, син на Георг III фон Тьоринг († 1476) и фрайин Агнес фон Рехберг († 1489)